# Кнежевина Бугарска
Кнежевина Бугарска (буг. Княжество България) је некадашњи самоуправни ентитет у оквиру Османског царства, са султаном као врховним сувереном.
Кнежевина Бугарска била је -дефакто}- независна држава, која је била у стварности суверена држава са својим уставом, заставом, химном и независном спољном политиком. Формално је прогласила своју независност 5. октобра 1908. када је истовремено престала бити кнежевина, а постала је Краљевина Бугарска.

## Настанак
Након гушења Априлског устанка, Бугари су наставили борбу против Османлија у склопу руско-турских борби. Санстефанским мировним уговором потписаним марта 1878. године окончан је Руско-турски рат (1877–1878). Услед болести Александра Горчакова, тешке услове мира диктирао је бивши руски посланик у Цариграду, Игњатијев. Уговором је територија Бугарске проширена све до егејске обале на 163 000 km², обухватајући Источну Румелију, делове Тракије, Старе Србије и Албаније, горњи део Јужне Мораве и целу Македонију, а османске трупе су лишене права да остану у њеним границама.
Ђула Андраши је 6. марта 1878. године предложио сазивање конгреса за претресање свих услова Санстефанског мира. Да би спречила сукоб са Британијом и Аустроугарском, Русија је пристала, покушавајући да приволи Ота фон Бизмарка на своју страну. Он се поставио као посредник, саветујући одржавање конгреса. Дизраели је наставио војне припреме како би заплашио Русе, али је лорд Дерби поднео оставку. Замењен је лордом Солсберијем, који је био присталица споразума са Русима, али уз претходно заплашивање. Шувалов га је питао које намере има британска влада и тако су почели преговори који су завршени 30. маја споразумом. У погледу независне бугарске државе одлучено је да се она формира северно од Балканских планина.
Берлински конгрес је отпочео са радом 13. јуна 1878. године. На челу делегација сила налазили су се министри спољних послова или председници влада: Бизмарк, Горчаков, Дизраели, Андраши, Вадингтон и Корти. Свака делегација имала је по неколико чланова, а међу члановима другог реда најважнији су били Солсбери и Шувалов. Бизмарк је као домаћин председавао, одређујући дневни ред и реферишући о питањима на њему. Након реферата отварала се дебата, и у случају озбиљних несугласица питање је ишло на посебне преговоре заинтересованих страна. По споразумевању питање се враћало на седницу како би се званично формулисало решење. Највеће расправе су вођене око граница Бугарске. Одлучено је да јужни део постане аутономна покрајина Источна Румелија. У међувремену се сазнало за руско-британски споразум, док је британско-турски остао тајан, те су у Британији Дизраелију пребацивали попустљивост. Он је због свађе око Софијског санџака претио да ће специјалним возом отићи из Берлина. Посредством Бизмарка пристао је на предају Софијског санџака Бугарској, под условом да Бугарска призна право султану на држање трупа у Источној Румелији. Руска окупација Бугарске је требало да траје 9 месеци и дата јој је мисија да организује државну власт у њој. Тако је Бугарска, под покровитељством Русије, стекла независност.

## Бугарска до 1885. године
Руске трупе задржале су се у Бугарској дуже од предвиђеног рока. Скоро годину дана након Руско-турског рата руске трупе оне су се и даље налазиле на бугарској територији, организујући и њену политичку власт. Кнез Александар Дондуков Корсаков је као руски царски комесар покушавао да следи пример Павела Кисељева који је у Румунији тридесетих година издејствовао доношење Органских статута, организујући власт у аутономној покрајини. Заједно са својим саветницима, Корсаков је саставио нацрт устава који је поднет Петрограду. Уставотворна скупштина која се састала на позив руског комесара у Трнову фебруара 1879. године усвојила је устав који је предвиђао један представнички дом биран општим правом гласа од стране свих пунолетних мушкараца чији су посланици били плаћани, писмени и старији од 30 година. Кнез је именовао министре и делио законодавну власт са Народном скупштином, православље је постало званична вера, иако кнез није био обавезан да га прихвати. Егзарх је остао у Цариграду, док је у Софију премештен Синод. На препоруку истог комесара та скупштина је изабрала за бугарског кнеза братанца руске царице и припадника једне од немачких династија, принца Александра Батенберга. Бугарска војска стављена је под команду руских официра, а на више положаје долазили су руски генерали и њихови штићеници од којих је најутицајнији био вођа Либералне странке Каравелов. Пошто је пропао кнежев покушај да добије руско допуштење за измену устава, именовао је либералну владу Драгана Цанкова. Наредне године је кнез Александар је, по одобрењу руског цара Александра III, сазвао Уставотворну скупштину да размотри измене устава. Либерали су се надали да ће добити изборе, али су изабрана само два њихова члана. Скупштина се састала у Свиштову и одмах прихватила предлоге промена, чиме је извршен државни удар. Већ на јесен 1882. године кнез је сазвао изборе са ограниченим правом гласа. Изборни резултати су охрабрили конзервативце да се ослободе зависности од руских генерала. Кнез и страначки прваци су 1883. године постигли споразум да он врати трновски устав, док би либерали размотрили усвојене реформе. Генерали су напустили владу и Цанков је саставио коалициони кабинет. Релативно слободни избори 1884. године довели су до пораза либералне деснице због спремности Цанкова да плати високу цену железнице између Рушчука и Варне и размотри уставну реформу. Владу либералне левице саставио је Петко Каравелов. Следеће године дошло је до Пловдинског преврата и уједињења са Румелијом.

## Пловдивски преврат

### Источна Румелија након Берлинског конгреса
Руска војна команда је током рата подстицала бугарско сељаштво да запоседне напуштену турску земљу, а оно је након Санстефанског мира приступило масовном ликвидирању турског приватног и државног земљишног поседа. Како је на Берлинском конгресу брањено приватно власништво Турака на поседима који су ушли у састав нових држава, Бугари су откупљивали њихове земље. Након испитивања посебне комисије 1880. године је донет закон по коме је утврђена сељачка сопственост над бившим читлуцима уз исплату откупа, чији је износ, иначе веома низак, одређен тек 1885. године. Тако је у Бугарској преовладао мали сеоски посед и отворена су врата продору капитализма и изградњи националног грађанског друштва, подстакнутог процесом друштвене диференцијације.
Источна Румелија постала је аутономна област под сизеренством султана на челу на хришћанским генерал-губернатором. Према Органском уставу донетом априла 1879. године, законодавним телом Источне Румелије проглашено је Обласно собрање, састављено од изабраних, постављених и вирилних чланова. У етничком погледу, Источну Румелију насељавале су бугарске, турске и грчке групе. На првим изборима за посланике Собрања октобра 1879. године Бугари су добили већину – 40 места од укупно 56.

### Припреме за преврат
Бугарски национални покрет се 1881. године и у Румелији, као и у самој Кнежевини Бугарској, поделио на конзервативно и либерално крило, али су се оба слагала по питању уједињења са Бугарском. То се видело и у изборним паролама за изборе одржане септембра 1884. године. Акција за уједињење текла је и другим каналима. Већ након Берлинског конгреса дошло је до бурних демонстрација у низу градова јужне Бугарске и до упућивања петиција великим силама. Никле су нове организације које су се ослањале на револуционарну мрежу из ранијих доба. Била су значајна и гимнастичка друштва која су наоружана из руских војних магацина мобилисала бугарску омладину и тиме надокнадила ограничења наметнута формирању стајаће војске. На иницијативу политичких странака из Бугарске и Источне Румелије 1880. године је настао тајни централни револуционарни комитет са великобугарским програмом оживљавања санстефанске Бугарске. Маја 1880. године у Сливену је формиран Централни народни комитет за јужну Бугарску. Завереници су рачунали на грчко-турски рат као предуслов за акцију који је пак избегнут дипломатским споразумом о уступању Тесалије и дела Епира Грчкој 1881. Комитет се поново развио тек крајем 1884. и почетком 1885. године, нарочито дејством улесника ранијих покрета под Левским, Каравеловим и Ботевим. Њихов утицај се посебно осетио у новом уставу и програму организације. На годишњицу смрти Ботева маја 1885. године, комитет у Пловдиву је организовао демонстрације у прилог уједињењу са масовним учешћем омладине. Тајни револуционарни централни комитет дошао је у додир са политичким круговима Бугарске и кнезом Батенбергом. У лето исте године, бројне сличне демонстрације су организоване у Старој Загори, Пазарчику, Сливену, Чирпану, Јамболу, Пловдиву и другим местима. Крајем јула је настао Централни комитет организације у који су ушли и представници бугарског кнеза и одлучио је да се уједињење реализује свршеним чином. Већ у августовским демонстрацијама су скидане османске заставе. Нереди су увећани почетком септембра, а војни маневри у Бугарској августа и Источној Румелији почетком септембра створили су повољну климу за проглашење уједињења са ослонцем на војску која га је здушно подржавала.

### Уједињење
До Пловдивског преврата је дошло 17. септембра 1885. године. Устаници су марширали ка Пловдиву на који је истовремено пошао и командант трупа у Источној Румелији, мајор Николајев. Генерал-губернатор је ухапшен, а нова привремена влада је следећег дана прогласила уједињење Источне Румелије са Бугарском. После извесног колебања, Александар Батенберг се 20. септембра прогласио за кнеза уједињене Бугарске и сутрадан је стигао у Пловдив. Руски цар није био вољан да учвршћује Батенбергов положај, те је наредио Гирсу да протестује и опозвао руске официре из бугарске војске. Аустроугарски министар иностраних послова Калноки подстакао је краља Милана на рат, међутим, он није био успешан, те је Батенберг добио на угледу. Гирс је зато осмислио другачије решење и предложио га партнерима из Тројецарског савеза: да се Бугарска одрекне Румелије, а да Османско царство не шаље трупе у њу. У Цариграду се састала конференција на којој је генерално подржан овај програм, упркос благом противљењу Британије. Ово решење ипак није спроведено, али су Британци припремили нешто друго. Солсбери је обећао Порти заштиту у рату са Грцима помоћу британске флоте, у замену за договор Порте са Батенбергом. Споразум је предвиђао да Румелија остане османска покрајина чијег гувернера поставља султан. Међутим, он је био дужан да за гувернера постави бугарског кнеза. Русија је морала да прихвати тај договор, али је зато августа 1886. године Батенберг збачен. Постављена је русофилска влада на челу са митрополитом Климентом и Цанковим. Ову владу збацило је већ након неколико дана конзервативно намесништво. Чинили су га Стамбулов, Каравелов и Муткуров.

## Унутрашња политика до 1908. године
Стамбулов, Каравелов и Муткуров су именовали коалициону владу и сазвали скупштину ради избора новог кнеза. Сви руски официри напустили су Бугарску. На крају је изабран Фердинанд од Сакс Кобурга и Готе који је ступио на дужност августа 1887. године. Он је узео за председника владе Стамбулова. Софијски универзитет основан је 1888. године. Две године касније спречена је завера чији је циљ било Фердинандово свргавање, а 1891. године извршен је неуспешан атентат на Стамбулова за који се веровало да је подстакнут од Русије. Кнез се оженио Маријом Лујзом од Бурбон-Парме у Италији и 1894. године је рођен њихов син Борис, који је добио име по покрштеном средњовековном владару. Уставним амандманом Стамбулов је издејствовао да дете буде ослобођено обавезе преласка у православље, јер је то био услов за венчање кнеза. Међутим, сукоб због именовања министра војног довео је до његове оставке исте 1894. године. Кнез Фердинанд је већ неко време осећао Стамбуловљеву моћ и није трпео његово ругање европском церемонијалу уведеном на бугарском двору. Годину дана касније Стамбулова су убили Македонци. Наредни председник владе постао је умерени конзервативац Константин Стоилов који је онда створио своју Народну странку са основним паролама: слобода и законитост, поредак и међународно признање. Смрћу руског цара Александра III уклоњена је највећа препрека. Питање вере престолонаследника је било најбитније и Фердинанд је 1895. године објавио да ће Борис прећи у православље. Цар Николај II је прихватио да му буде кум. Султан је признао Фердинанда за кнеза Бугарске и генералног гувернера Источне Румелије, овај је отишао у Цариград да положи вазалску заклетву султану, а онда се упутио у обилазак европских престоница и присуствовао је царевом крунисању.
У току последње деценије 19. века, главно спољно питање било је питање Македоније, а након силаска Стоилова са власти 1899. године, уследио је низ кратковеких кабинета који су се борили да дођу до новца. До 1901. године јавни дуг је нарастао на 250 000 000 златних франака, а његова отплата је односила 30% државног буџета. Влада је принуђена да прихвата све услове страних кредитора. Земљишни порез који је увео Стоилов замењен је 1899. године десетком, јер индустрија и трговина још увек нису биле довољно развијене да могу да донесу буџетске приходе. Заузимање бивших читлука регулисано је 1880. године успостављањем 15-огодишње исплате откупа што је касније олакшано. Бугарски сељаци су на крају стекли земљу, пошто су је исплатили држави која је дала неку надокнаду њеним првобитним власницима. Површина обрадиве земље се повећавала пошто до 1907. године није ограничавано крчење шума. Најзначајнији усеви су биле житарице, а овце су обезбеђивале месо и млеко. Јаз између села и градова се све приметније продубљивао. Стране банке нису ушле у Бугарску све до 90-их, а Народна банка није имала огранке ван већих градова, те се позајмљивало углавном од приватних зајмодаваца.
Године 1881. године установљена је нова валута лев, уједначена са француским франком, мада је руски и османски новац био у оптицају до краја века. Становници градова су чинили 1/5 становништва, али је само 8 градова имало више од 20 000 становника. Софија је 1880. године била мања од Пловдива, Варне, Рушчука и Шумена. Она је проглашена престоницом зато што је била ближа Македонији и налазила се на раскршћу путева. Бугарски земљораднички савез је децембра 1899. године одржао свој први конгрес ради супротстављања десетку, а њихови први посланици изабрани су у парламент 1901. године. Након Илинденског устанка у Македонији, кнез Фердинанд је био изузетно непопуларан. Влада се 1904. године споразумела са Портом да у замену за спречавање антиосманске агитације она помилује егзархистичке свештенике и учитеље и дозволи оснивање бугарских агенција у македонским градовима. Споразуми са Србијом јемчили су прекид борби приврженика двеју држава у Македонији, одбацивали страно мешање и слично. ВМРО се 1907. године поделила на пробугарско десно крило и чисто аутономистичку левицу. Многи македонски хришћани напуштали су егзархатску организацију и приступали српској или грчкој црквеној организацији. Бугарску је због развоја ситуације у Македонији 1905-1906. године запљуснуо талас насиља над Грцима који је проузроковао њихово масовно исељавање. Вођа стамболиста, тј. Народне либералне странке, Димитар Петков, постао је председник владе. Под вођством Александра Стамболијског БЗНС је постао права политичка странка 1906. године, са програмом који је захтевао веће издатке за пољопривреду и просвету него за војску.
Студенти Софијског универзитета основаног 1904, који су били скромнијег порекла од оних који су се школовали у иностранству, такође су били немирни. Штрајк железничара из 1906. године натерао је владу да мобилише војне обвезнике и употреби војску како би одржавала основне активности железнице. Радничко и политичко незадовољство слили су се у демонстрације против кнеза које су се догодиле у време свечаног отварања Народног позоришта 7. јануара 1907. године. Фердинанд је суспендовао целокупно универзитетско особље, а опозиционе странке су због тога почеле да сазивају протестне зборове. Штрајк је завршен измирењем, али је Петков маја 1907. године убијен усред Софије. Почетком 1908. године за председника владе је именован вођа Демократске странке Александар Малинов који је јуна исте године спровео изборе. Његова странка је повећала број својих посланика у парламенту са 3 на 168. Ниједан стамболиста није изабран, али су аграрци добили 23 места. Стамболијски је у невеликој приватној својини видео основу друштва утемељеног на сељаштву. Био је наклоњен републици, мада је није отворено заступао, желећи да постигне промену у држави мирним путем, а тежио је и балканској федерацији сељачких држава. Малинов је обећао реформе и 1910. године је заменио порез везан за занимање прогресивних порезом на приход. Ово је изазвало толико протеста да ни до пада његове владе 1911. године није довршено. Започето је и постепено увођење пропорционалног изборног система, либерализован је закон о штампи и суспендовани професори су враћени на Универзитет у Софији.

### Демографија
По попису становништва из 1893. године, Кнежевина Бугарска имала је 3 310 801 становника, од којих:
| Народ                                                     | Број      |
| --------------------------------------------------------- | --------- |
| Бугари (православци)                                      | 2 464 404 |
| Турци                                                     | 558 364   |
| Румуни                                                    | 62 227    |
| Грци                                                      | 58 296    |
| Цигани                                                    | 51 946    |
| Јевреји                                                   | 27 777    |
| Бугари (мохамедани)                                       | 20 974    |
| Татари                                                    | 17 481    |
| Гагаузи                                                   | 9 520     |
| Јермени                                                   | 6 900     |
| Бугари (протестанти)                                      | 2 384     |
| Цинцари                                                   | 733       |
| Други                                                     | 13 616    |
| Други: Французи, Срби, Руси, Италијани и не много Немаца. |           |

## Спољна политика

### Српско-бугарски рат
Српско-бугарски односи дошли су у кризу поводом избијања Тимочке буне у Србији 1883. године. Део вођа се након гушења буне склонио у Бугарску. Тиме је отворено избегличко питање, а Бугарска није предузимала ништа против антивладине пропаганде избеглица. Чак је отворила питање једног српског имања села Брегово које се нашло на десној обали Тимока пошто је река променила ток. Срби су ту ипак задржали граничну караулу, иако су Бугари 1884. године тражили да се она уклони. Српски дипломатски представник у Бугарској је опозван и прекинути су односи две земље, а у спор се умешао и Тројецарски савез. Аустроугарска је подржавала Србију, Русија Бугарску, док је Немачка више нагињала Србији.
У таквој ситуацији дошло је до Пловдинског преврата којим су нарушене одредбе Берлинског уговора. Српски краљ Милан је на отварању заседања Народне скупштине у Нишу говорио о поремећеној равнотежи на Балкану и да Србија мора устати против тога. Напредњачка скупштина је у том духу усвојила све што се од ње тражило. Аустроугарски министар иностраних послова Калноки је, у жељи да одврати Србију од Македоније, усмеравао пажњу краља Милана ка Бугарској, обећавши да ће велике силе учинити све да врате у Румелији статус кво, а у супротном ће Аустроугарска радити на томе да обезбеди територијалну надокнаду Србији на рачун Бугарске. Калноки ипак није успео да издејствује ту надокнаду због противљења Русије, која је у томе видела повећање аустроугарске утицајне зоне на Балкану. Бизмарк је саветовао Калнокију да буде опрезан и чак је унутар Тројецарског савеза договорено да се призна чин уједињења Бугарске, да се не откира постојање Тројецарског уговора и да се Османско царство не одвраћа од интервенције, јер је султан ионако неће реализовати. Аустријска дипломатија ипак није одвраћала Србију од рата, чак је помогла српској влади да закључи ратни зајам од ефективних 25 000 000 динара у Бечу у виду дуванске ренте. Калноки је због Бизмарковог притиска утицао да Србија одложи почетак рата. Краљ Милан је издејствовао немешање Порте уз услов да у рату не буде освајања територија. Румуни нису желели да уђу у савез против Бугара, са Грцима није желела сама Србија, док су са Црном Гором односи већ били превише нарушени за заједничку акцију. Британски премијер Солсбери је подстакао кнеза Батенберга на преговоре. Овај је онемогућио деловање српских избеглица, Пашић је ухапшен и протеран у Рушчук, а затим се спремио да пошаље мисију краљу Милану који је одбио сваку врсту преговора.
Калноки је морао да поручи да неће бити територијалног проширења и да ће о статусу Румелије одлучити конференција у Цариграду. Демарш против отпочињања рата извршиле су остале велике силе на подстрек Француске. Седнице конференције амбасадора великих сила у Цариграду отворене 5. новембра 1885. године показале су да неће бити ништа од оштрих мера против бугарског уједињења, те је краљ Милан 14. новембра 1885. године објавио рат Бугарској. Ратни циљ Србије био је освајање Видинског округа до Лома и Софијског до Ихтимана, након чега би се трупе укопале и чекале бугарски напад, а краљ је веровао да ће велике силе до тад прекинути рат. Бугарска је имала 55 500 кадроваца, а у току борби је пребацила и румелијску народну војску од 36 500 људи. Сем тога, Бугари су се спремно борили за своју националну територију, док српским борцима није било јасно за шта се боре, те су успорено напредовали. После првих мањих успеха, српске трупе су 16. новембра 1885. године заузеле положаје пред селом Сливницом на 28 km од Софије које су малобројне бугарске јединице убрзано утврђивале. Иако слабији, Бугари су напали 17. новембра српско лево крило чиме је почела тродневна битка код Сливнице у коју су обе стране стално уводиле нове јединице. Бугари су другог дана борбе успоставили бројчану равнотежу снага, а краљ Милан је, на непроверену вест да би бугарске трупе могле да заобиђу српско лево крило, затворе Драгомански кланац и угрозе Цариброд у коме се налазила српска Врховна команда, издао наредбу о њеном повлачењу у Пирот. Дунавска дивизија је морала да се повуче на Драгомански теснац што је значило повлачење и осталих српских снага, те је битка на Сливници завршена са око 3500 мртвих Срба и 2500 мртвих Бугара. Краљ Милан је затражио од аустроугарског војног аташеа да његова влада посредује за прекид ватре. Сутрадан је сазнао да се један бугарски одред појавио на двадесетак километара од Пирота код Ржана, те је са Врховном командом побегао у Белу Паланку. Војсци је издао наредбу да се повуче у Пирот, а 21. новембра повукао наредбу, те је војска губила снагу и стрпљење.
Бугари су 22. новембра кренули у напад са 40 000 бораца, те је сазвао саветовање команданата на коме је одлучено да се трупе повуку на државну границу и траже посредовање сила за примирје, мада се Гарашанин томе противио. Бугарске трупе су крајем новембра ушле у Цариброд. Зараћеним странама је стигао позив чланица Тројецарског савеза да обуставе борбе и пристану на примирје. Са српске стране је прихваћен, али је краљ Милан, не питајући да ли су и Бугари прихватили, наредио војсци обуставу ватре и повлачење. Бугари су 26. новембра ушли у Пирот који је остао у њиховим рукама иако се истог дана водила вишечасовна битка за тај град у којој је настрадало око 1250 Срба и 1100 Бугара. Два дана касније је аустроугарски посланик у Београду Кевенхилер отишао у бугарски главни стан у Пироту и рекао Батенбергу да ће аустроугарска војска ући у Србију да јој помогне уколико се рат не прекине. На то је кнез Александар прихватио примирје. Бугари су стајали у Пироту, а српска Тимочка дивизија под Видином. Након новог посредовања сила одређено је да примирје траје два месеца. Краљ Милан и Гарашанин су мислили да наставе рат и чак вршили неке припреме, али су морали да одустану због кашњења испоруке Банжових топова, проблема са реализацијом ратног зајма код Лендербанке, унутрашње политичке кризе и међународне ситуације. Уз то је Порта 17. фебруара 1886. године опоменула да неће дозволити напад на део своје територије. Преговори су вођени у Букурешту између Чедомиља Мијатовића као српског представника и османског и бугарског представника који су иступали заједно. Значајније место имао је једино бугарски захтев за ратну одштету, али је мир потписан 3. марта 1886. у Букурешту. Једини члан Букурешког мира предвиђао је статус кво.

### Пропаганда у Македонији
Бугари су након ослобођења спроводили пропагандне акције у циљу припајања Македоније која је и након Берлинског конгреса остала у саставу Османског царства. Устанак који је у Источној Македонији избио 1878. године био је израз бугарске борбе против Берлинског уговора и домаћег покрета против признања и учвршћивања османске власти. Бугари су након конгреса упоредо са упућивањем петиција великим силама започели припрему устанка у Македонији. Комитети за дизање устанка основани су у Софији, Ћустендилу, Дупници и Горњој Џумаји. Августа 1878. године у Трнову је формиран комитет Јединство који је имао задатак да уједини све устаничке акције на подручју Македоније и Источне Румелије. Истовремено је под дејством развоја ослободилачког покрета у лето 1878. године букнула хајдучија у области Битоља, Велеса и источне Македоније. Први покушај бугарских комитета да изазову устанак убацивањем чета из Бугарске под командом руског официра Калмикова и Пољака Војтевича је спречен, али је на састанку војвода македонских чета у Рилском манастиру одлучено да се подигне устанак на левој обали Пчиње у подножју планине Пирин. У селу Кресни су чете и наоружани сељаци напали османске ханове 5. октобра 1878. године, а затим се устанак проширио на око 30 села и пребацио на десну обалу Струме у правцу Петрича, Мелника и Малеша. Атаман Калмиков и вођа Разлошког устанка Беровски ушли су 7. октобра у руководство устанка, али је између домаћих војвода, људи са терена и добровољааца постојао раздор који се манифестовао сукобима у вођству, интервенцијом бугарског устаничког комитета, одстрањивањем Беровског и стрељањем домаћег војводе Стојана Карастоилова. Крајем октобра османска војска је предузела офанзиву против устаника и 11. новембра је заузела Кресну. Покушај новог вођства у коме је био Мирослав Хубмајер да распали буну није успео. Априла 1879. године коначно је угушен отпор. Десетине села је спаљено, а око 25 000 људи принуђено да емигрира у суседне балканске државе.
О значају македонског питања у Бугарској у наредним деценијама довољно говори податак да је буџет намењен Македонији износио је 25% државног буџета. Након догађаја у Јерменији, у Бугарској се поставило питање да ли се сличан покрет може изазвати у Македонији. У бугарским владиним круговима се веровало да би се у расправи о јерменском питању могло постићи нешто и за Македонију. Од јесени 1894. године у неким бугарским градовима су одржавани протестни скупови против политике османских власти у Македонији. Од владе Константина Стоилова тражило се да настоји код великих сила да се Македонији да аутономија. Бугарска влада је у притиску на Османлије користила и македонску емиграцију. Марта 1895. године у Софији је формиран Македонски комитет са задатком да се бори за македонску аутономију под покровитељством великих сила. Комитет је у пролеће те године под утицајем бугарског двора и владе организовао чете које су пребачене у Македонију где су извршавале разне оружане акције. Уследиле су репресивне мере османске власти, те су се чула мишљења да би се једино присуством Бугарске у Македонији могао увести ред. Бугарска влада је истовремено развила дипломатску акцију у Цариграду за добијање 5 владичанских столица: у дебарској, кукушкој, струмичкој, мелничкој и битољској епархији. Бугарски министар спољних послова је упозорио османску владу да ће ако се не прихвати тај захтев Македонски комитет подићи устанак. Од краја јуна чете које су прешле у Македонију су извршиле више акција од којих је највећа била заузимање, паљење и напуштање Мелника 12. јула које су извршиле чете Бориса Сарафова. Европска јавност је све више почела да се интересује за македонско питање, а Петроград је био највише узнемирен, јер је био заузет далекоисточном политиком и никако му није одговарало отварање источног питања. У настојању да утичу на смиривање на Балкану, Руси су повели акцију за поправљање односа са Бугарском. Јула 1895. године у Петрограду је боравила делегација бугарске скупштине и владе. Главни руски услов за признање бугарског владара Фердинанда био је миропомазање престолонаследника Бориса по православном обреду. Међутим, Бугари нису добили руску подршку за своју политику према Македонији како су се надали, а представници Немачке, Британије, Аустроугарске и Италије енергично су саветовали бугарској влади уздржавање од свега што би нарушило мир у Македонији. Бугарски министар спољних послова Начовић је одговарао да чете нису прешле преко Бугарске него преко неке друге територије, у чему је српски председник владе Стојан Новаковић видео атак на Србију, те се са опширном анализом ситуације обратио великим силама 24. јула 1895. године. Сем тога, на Порти је делимично успешно покушао да спречи нови избор бугарских владика у Македонији, а дуж границе Пирот-Ниш-Врање пооштрене су мере контроле. Због толиког притиска са стране Бугарска је почела да разоружава и растура чете, мада то није био крај њене активности у овој покрајини.
Идеја о подизању Илинденског устанка потекла је из кругова врховиста који су у њему гледали изазов интервенцији споља, првенствено Бугарске, ради прикључења Македоније њој. На састанку ВМРО у Солуну јануара 1903. године, у присуству егзархијских и врховистичких представника, без месних војвода и руководилаца, привремени председник ВМРО, врховист Иван Гавранов, успео је да спроведе одлуку о дизању устанка на пролеће. Почетак устанка одређен је за 2. август, када је Централни комитет ВМРО упутио великим силама захтев за увођење међународне контроле у Македонији. Устанак је започео у велешко-дебарском крају. Покушај устаника да ослободе Кичево није успео, али је зато ослобођено Крушево које је постало центар устанка. На збору највиђенијих грађана изабрано је представничко тело од 6 чланова која су деловали преко изабраних комисија. На челу нове власти стајао је социјалиста Никола Карев. Устанак је захватио и друге крајеве Македоније, нарочито источни део у коме је делао Јане Сандански, као и југозападне области око Преспе, Охрида и Битоља. Међутим, Главни устанички штаб није предузимао акције ишчекујући бугарску оружану интервенцију до које није дошло услед расположења Аустроугарске и Русије. Регуларне османске трупе од 18 000 људи освојиле су и спалиле Крушево 31. августа. Устаници су се повукли у планине дајући отпор до средине октобра, а Главни штаб је већ почетком месеца донео одлуку да се чете распусте, оружје сакрије, а војводе повуку у Бугарску. Сматра се да је у устанку учествовало 26 000 људи, али се он ограничио углавном на сеоско становништво. Изазвао је тешка разарања, спаљено је преко 9000 кућа, а око 30 000 је принуђено да емигрира у суседне балканске земље, Европу и Америку. Илинденски устанак довео је до кризе владе у самој Бугарској. Углед краља Фердинанда је услед устанка знатно опао.

### Српско-бугарски савез 1904−1905. године
Политика српске Радикалне стране Николе Пашића још крајем XIX века се залагала за политику стварања балканског споразума путем договора са Бугарима. Радикали су се солидарисали са бугарском опозицијом приликом суспендовања Трновског устава 1881. године, а цанковисти су заузврат прихватили радикалске избеглице после Тимочке буне. Радикали су били против српско-бугарског рата 1885. године, а Пашић је за време боравка у избеглиштву радио на припреми балканског савеза са ослоном на Француску. Мада је између њих стајало питање Македоније, Србија и Бугарска су се мало зближиле након пада Стамболова у Бугарској и посетом кнеза Фердинанда Београду 1896. године, чему је уследио грчко-турскизаплет око Крита наредне године. Кабинет Ђорђа Симића закључио је 19. фебруара 1897. године са Бугарском Угодбу која је предвиђала заједнички рад у Македонији и одговорно иступање према Османском царству, те уздржавање од нарушавања статуса кво на Балкану. Ускоро је закључен и српско-бугарски трговински уговор.
Српско-бугарске везе оснажене су од 1904. године на културном и просветном плану у оквиру југословенске политике. Приближили су их заједнички интереси, односно одбијање аустроугарских планова у Македонији, али и одбијање Османског царства да се нагоди са Бугарском. Марта 1904. године закључен је тајни савезни уговор политичког карактера и јавни пријатељски уговор економско-правне садржине. Политичким уговором су обе стране јемчиле једна другој безбедност и неповредивост у случају напада треће силе и узајамну помоћ ако нека велика сила покуша да окупира или присаједини део Балкана. Подела сфера или граница у Македонији није помињана како не би дошло до конфликта, мада је у преговорима бугарска влада признала постојање српских интереса у њој, а српска влада начелно одобрила њену аутономију, чиме је нађен компромис између жеље Бугара да преко аутономије постигну прикључење Македоније себи, а Срба да се поделе интересне сфере са изузетком Старе Србије која би се одмах издвојила. Током 1904. године дошло је до више састанака краља Петра и кнеза Фердинанда у Београду, Нишу и Софији. Одредбе другог уговора разрађене су и проширене у уговору о царинском савезу од 22. јула 1905. године који је предвиђао узајамно ослобођење од царина за робу домаћег порекла, задржавање посебних тарифа према иностранству, уз обавезу усклађивања ради успостављања праве царинске уније до 1917. године. Србија је због царинског рата отказала овај уговор већ у лето идуће године.

## Кнежеви Бугарске
| Слика | Име                    | Рођење            | Смрт                | Од              | До                 | Напомена                                                  |
| ----- | ---------------------- | ----------------- | ------------------- | --------------- | ------------------ | --------------------------------------------------------- |
|       | Александар I Батенберг | 5. април 1857.    | 23. октобар 1893.   | 29. април 1879. | 7. септембар 1886. | Братанац руске царице, члан немачке династије. Абдицирао. |
|       | Фердинанд I Бугарски   | 26. фебруар 1861. | 10. септембар 1948. | 29. април 1887. | 5. октобар 1908.   | Прогласио Краљевину Бугарску 1908. године                 |

## Административна подела
- Окрузи 1882
- Окрузи 1885-1901

## Карте
- Положај државе на карти Балкана 1878. године
- Мапа Источне Румелије и Бугарске
- Положај државе на карти Балкана 1899. године